# عبد المجيد الدوسري (لاعب كرة قدم مواليد 1993)
عبد المجيد عبد الرحمن الدوسري لاعب كرة قدم سعودي ، يلعب في خط الدفاع.
كانتب بداياته مع نادي النصر في الفئات السنية و لعب بعدها مع نادي الخلود ونادي البكيرية ونادي الصقر ونادي الهلالية.